# Husseren-les-Châteaux
Husseren-les-Châteaux – miejscowość i gmina we Francji, w regionie Grand Est, w departamencie Górny Ren.
Według danych na rok 1990 gminę zamieszkiwało 377 osób, 314 os./km².